# Gelatina d'oli

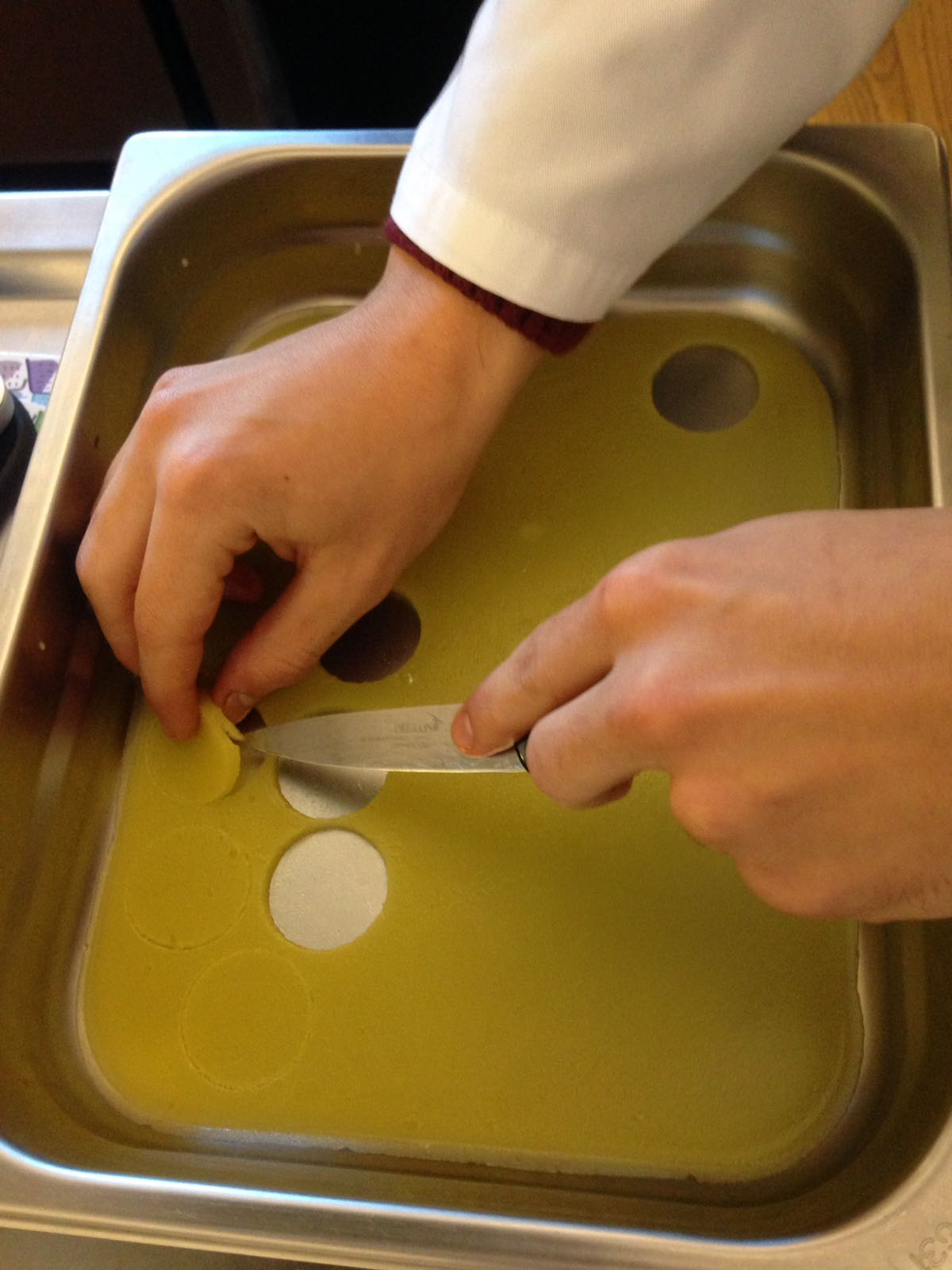
Gelatina d'oli

La gelatina d'oli és una elaboració d'oli d'oliva texturitzat, resultant de la combinació d'oli d'oliva amb un producte texturitzant i, molt sovint, aigua[1]. Es pot utilitzar qualsevol tipus d'oli d'oliva i el resultat serà més o menys el mateix, ja que en tots els casos es formarà la gelatina. Com que és una elaboració on només es troba el gust de l'oli, ja que l'aigua no té gust i en aquest cas el fem servir com a agent texturitzant (l'oli no reacciona per si sol als productes texturitzants), s'acostuma a utilitzar un tipus d'oli d'oliva de qualitat, normalment oli d'oliva verge extra. Aquest oli li confereix un gust més potent i afruitat i un color groguenc més fort que si féssim servir un oli d'oliva suau.
En poc temps, els productes texturitzants s'han convertit en un element essencial dins d'algunes de les millors cuines del món. Aquests productes permeten jugar amb diferents textures sense canviar el resultat gustatiu final, així com crear formes o elaboracions totalment noves. Es poden obtenir fàcilment a través d'empreses com Sosa Ingredients, ubicada a Moià, o distribuïdors com Guzmán, empresa creada per Albert i Ferran Adrià, en la seva línia de productes de Texturas.

## Composició
Hi ha dues maneres diferents de fer la gelatina d'oli d'oliva segons el texturitzant usat, però els resultats són similars.
- En el primer cas, es pot fer servir carragenat iota, un hidrocol·loide que s'obté a partir d'algues vermelles i es fa servir en l'àmbit culinari com a gelificant i/o espessidor i també es pot fer servir com a estabilitzant o emulsionant en algun cas. Per obtenir aquesta elaboració calen els següents ingredients: 100 ml d'aigua, 100 ml d'oli d'oliva i 2,5 g de carragenat iota.

- En el segon cas, es combinen dos tipus diferents de texturitzants amb l'oli d'oliva i l'aigua. Aquests productes són la goma gellan i el Glicemul. La goma gellan (E-418) és una goma vegetal que es troba en forma de polisacàrid soluble en aigua. S'obté a partir de la fermentació aeròbica de la glucosa, mitjançant un bacteri anomenat Sphingomonas elodea. El Glicemul (de Sosa) o Glice (de Solegraells), és un emulsionant derivat dels greixos que s'obté a partir de la transesterificació de la glicerina i un greix. Per a la seva obtenció calen els ingredients següents: 350 g d'aigua, 150 g d'oli d'oliva, 6 g de goma gellan i 3 g de Glicemul.

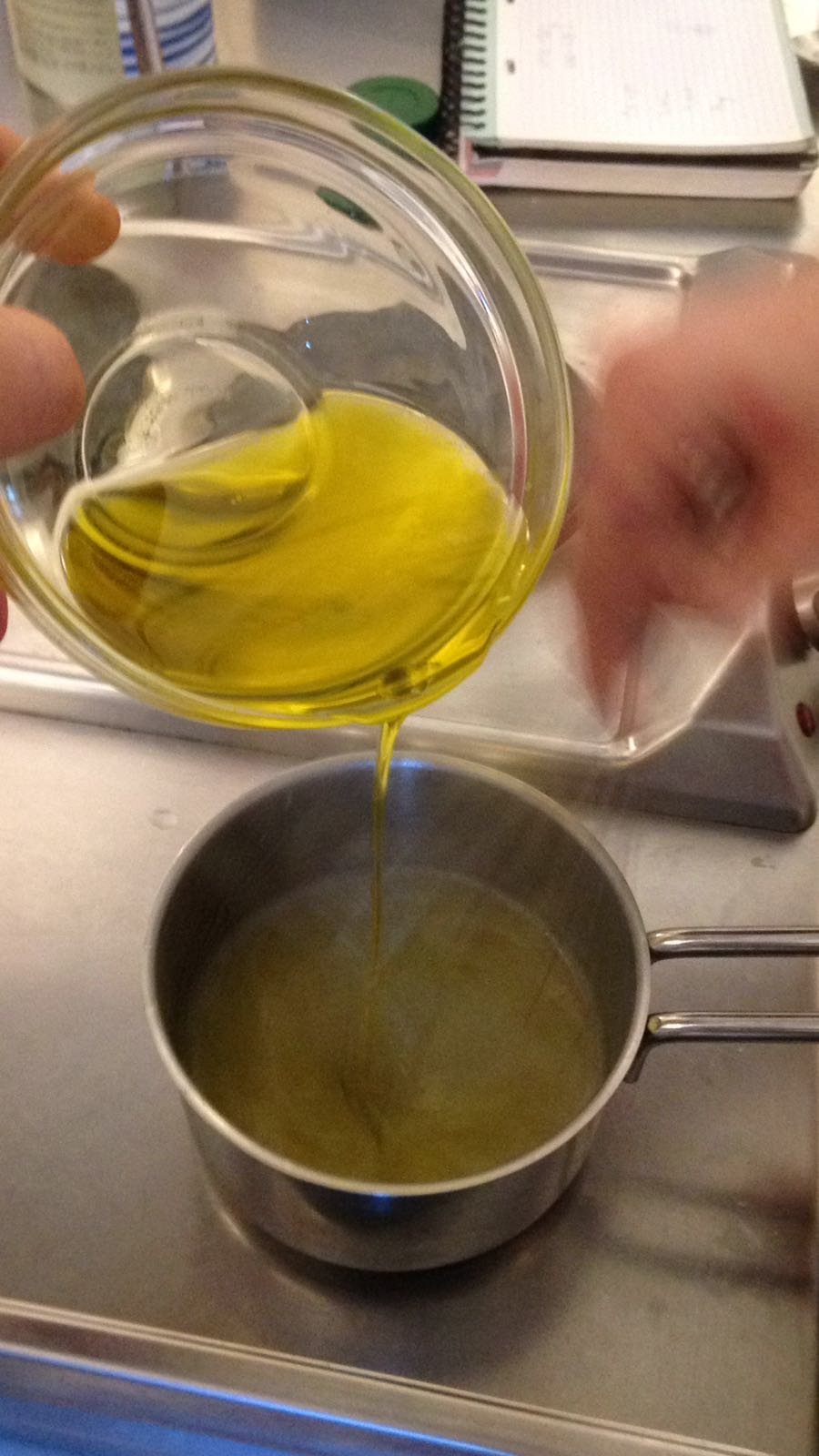
Procés d'elaboració de la gelatina d'oli d'oliva.

## Procés d'elaboració
Depenent de l'efecte que causi el texturitzant que s'utilitzi, el procediment haurà de ser diferent. Existeixen  dos processos d'elaboració:

### Carragenat iota
Si utilitzem el carragenat iota com a texturitzant, cal dipositar 100 ml d'oli d'oliva en un recipient i reservar. A part, en una cassola petita, es dipositen 100 ml d'aigua i 2,5 g de carragenat iota i s'escalfen al foc, remenant amb un batedor de varetes per evitar la formació de grumolls. Un cop s'arriba al punt d'ebullició, es treu la cassola del foc i s'afegeix lentament el contingut al recipient amb l'oli d'oliva, mentre es va barrejant. S'ha d'aconseguir que la mescla emulsioni. Un cop s'aconsegueix aquesta emulsió, es posa la barreja en un recipient i es deixa refredar per tal que gelifiqui. La barreja començarà a gelificar un cop baixi dels 50 °C. Una possible manera de presentar aquesta elaboració és el flam d'oli. [4]

### Goma gellan i Glicemul
Si es fa servir Glicemul o Glice i goma gellan actuaran com a texturitzants, cal dipositar 150 g d'oli d'oliva en un recipient i reservar. A part, en una cassola petita, es dipositen 350 ml d'aigua, 3 g de Glicemul i 6 g de goma gellan i s'escalfa al foc, remenant amb un batedor de varetes per evitar la formació de grumolls. Escalfar els dos texturitzants fins al punt d'ebullició perquè es dissolguin completament en l'aigua. Aquesta barreja s'afegeix lentament al recipient amb l'oli d'oliva. Durant aquest procés, cal remenar amb les varetes, per tal que s'emulsioni la barreja. Tot seguit, cal posar la barreja en un recipient i deixar refredar l'elaboració per tal que gelifiqui. La barreja començarà a gelificar a partir dels 60 °C.
En aquest cas, el resultat sol ser millor pel que fa a la textura aconseguida, ja que el Glicemul és liposoluble, és a dir, és soluble en medis greixosos.

## Aplicacions culinàries

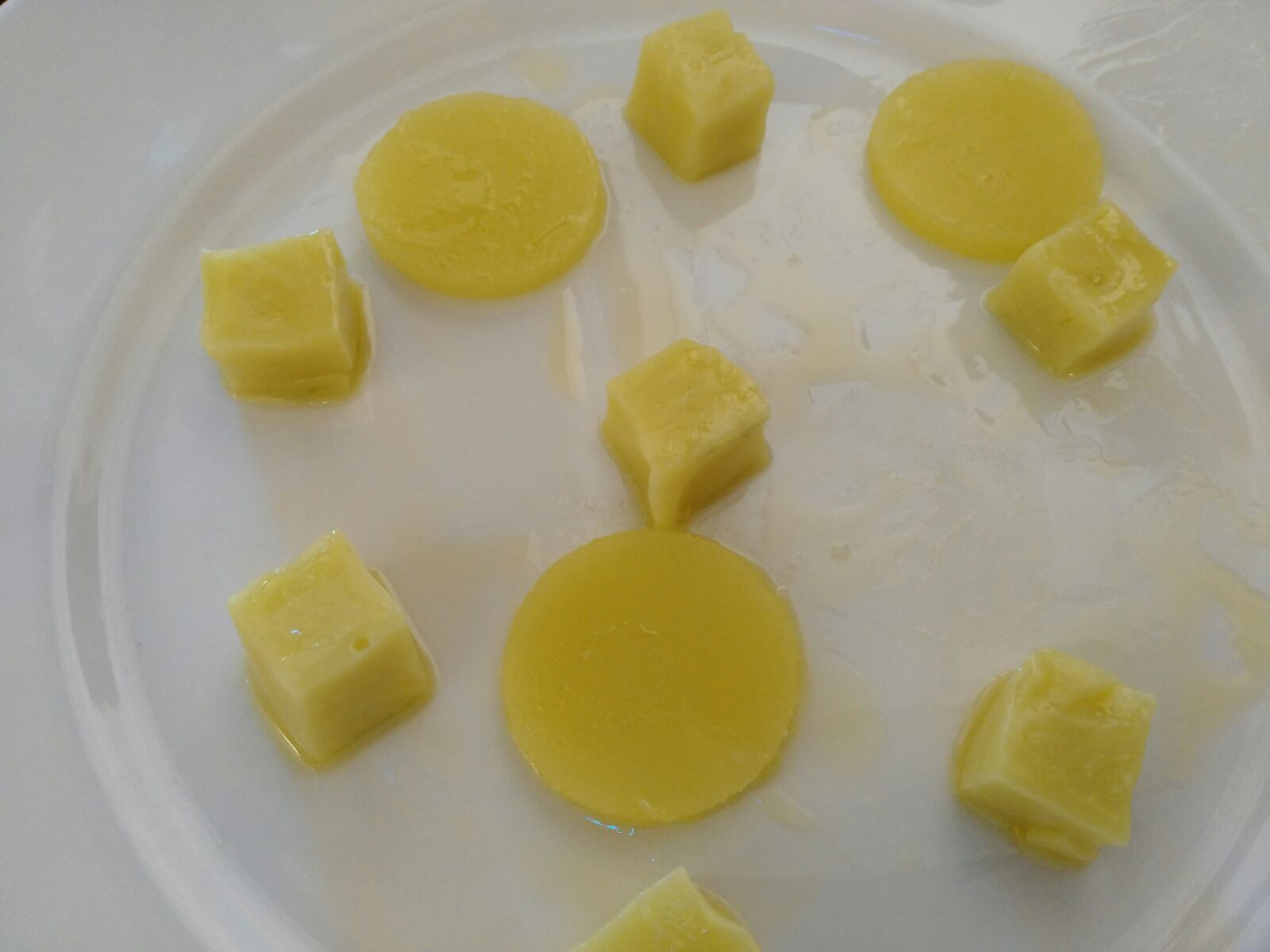
Formes de gelatina d'oli.

La gelatina d'oli és una elaboració que es fa servir, principalment, com a acompanyament, ja que el seu gust en boca no deixa de ser el d'oli oliva.
Com a aplicació culinària en si, aporta un toc creatiu i divertit al plat, i es podria fer servir com a substitutiu del setrill tradicional, així com actuar de joc de textures, tant en el plat com en boca. També pot ser un bon recurs a l'hora d'emplatar, ja que gràcies a la seva textura gelatinosa es poden obtenir tota mena de formes i figures.
Es considera una elaboració de l'anomenada alta cuina pel simple fet de ser innovadora, així com per la utilització de texturitzants i processos físics complexos, necessaris per aconseguir el resultat final desitjat.